# Asian Dub Foundation
Asian Dub Foundation (literalment, Fundació de dub asiàtica, sovint abreujat ADF) és una banda musical que mescla diferents estils que van des del dub, el drum and bass, el reggae i el rap a la música tradicional índia, ja que, tot i que ADF és originària de Londres, els components de la banda són d'origen asiàtic. Actualment l'agrupació està formada per Dr. Das, PD Pandit G, Chandrasonic, Deeder Zaman i Sun-J.

## Discografia
- Facts and Fictions (1995)
- R.A.F.I. (1997)
- Rafi's Revenge (1998)
- Community Music (2000)
- Enemy of the enemy (2003)
- Tank (2005)
- Punkara (2008)
- A History of Now (2011)
- More Signal More Noise (2015)